# Pomaderris racemosa
Pomaderris racemosa är en brakvedsväxtart som beskrevs av William Jackson Hooker. Pomaderris racemosa ingår i släktet Pomaderris och familjen brakvedsväxter. Inga underarter finns listade i Catalogue of Life.